# Hverabrauð
Hverabrauð, hverabraud, dosł. chleb gejzerowy (z isl. hver oznacza źródło termalne, a brauð – chleb), też rúgbrauð – tradycyjny islandzki ciemny chleb żytni lub żytnio-pszenny wypiekany, a raczej gotowany, w specjalnie do tego wykopanych dołach w okolicach gorących źródeł (gdzie ziemia osiąga temperaturę ok. 100 °C). Pieczenie trwa ok. 12–24 h.